# Chaenostoma integrifolium
Chaenostoma integrifolium är en flenörtsväxtart som beskrevs av George Bentham. Chaenostoma integrifolium ingår i släktet Chaenostoma och familjen flenörtsväxter. Utöver nominatformen finns också underarten C. i. parvifolium.